# Larry Tanenbaum
Pour les articles homonymes, voir Tanenbaum.
Lawrence « Larry » Tanenbaum, né en 1945 dans la ville de Toronto, en Ontario, est un homme d'affaires canadien. Il est actuellement actionnaire et président du conseil d'administration de la société Maple Leaf Sports & Entertainment, groupe qu'il a fondé durant l'année 1998. Il est également membre du conseil d'administration de l'hôpital Mount Sinai à Toronto, dont il a été bienfaiteur. Il est propriétaire du club de football français de l'AS Saint-Étienne depuis juin 2024, via Kilmer Sports Ventures.

## Biographie
Larry Tanenbaum est le petit-fils d'immigrés juifs polonais.

## Activités
Il a fait fortune dans le secteur de la construction à la tête de la société Kilmer Van Nostrand Co. Limited (KVN). Warren Paving & Materials Group Limited, filiale de KVN, a été la plus importante entreprise de production de granulats, d'asphalte et revêtement routier au Canada, avant sa fusion en décembre 2000 avec le groupe français Lafarge.

### Activités sportives
En 1996, Tanenbaum a acquis une participation dans le club de hockey et le stade des Maple Leafs de Toronto. En 1998, Tanenbaum a joué un rôle actif dans l'acquisition de l'équipe de basket-ball des Raptors de Toronto et de la Scotiabank Arena par les Toronto Maple Leafs, qui ont formé ensemble Maple Leaf Sports and Entertainment (MLSE). La holding de Tanenbaum, Kilmer Sports Inc., détient une participation de 25 % dans MLSE . Tanenbaum est président de MLSE, président du conseil d'administration de la National Basketball Association, gouverneur et membre du comité exécutif de la Ligue national de hockey, de la NBA et de la Major League Soccer. Il est membre du conseil d'administration du Temple de la renommée du hockey à Toronto (Ontario).
En novembre 2023, Tanenbaum et OMERS annoncent que ce dernier a accepté d'acheter 20 % de Kilmer Sports (ce qui lui donne une participation indirecte de 5 % dans MLSE) pour 400 millions de dollars américains.
Kilmer Sports Ventures, la holding de Tanenbaum, a soumis une demande pour une équipe d'expansion de la WNBA pour Toronto, qui a été accordée par la ligue en mai 2024. Un droit d'expansion de 50 millions USD a été payé pour la franchise.
En juin 2024, il acquiert officiellement l'AS Saint-Étienne dont il devient propriétaire en conséquence, à la suite du rachat du club ligérien par  Kilmer Sports Ventures, filiale de son groupe canadien Kilmer Group.